# Willa Rose w Nowej Rudzie
Willa rodziny Rose w Nowej Rudzie – znajduje się w parku przy ul. Mikołaja Kopernika 10 w Nowej Rudzie. Willa należała do właścicieli wydawnictwa - rodziny Rose. Wzniesiona w 1886 r. przez Georga Rose w stylu budownictwa ceglanego, odnoszącego się do architektury średniowiecza, renesansu oraz manieryzmu. Ogólna powierzchnia użytkowa budynku wynosi: 665,23 m² (w tym 210,32 m² piwnic i strychu). W parku rosną ciekawe okazy starodrzewia.
Po 1946 r. należała szkoły poligraficznej i mieściła: bibliotekę, czytelnię, kuchnię, salę konferencyjną, stołówkę oraz mieszkania. 19 listopada 2010 r. sprzedana  przez Starostwo Powiatowe w Kłodzku za 400.000 zł  Gminie Nowa Ruda. 16 kwietnia 2021 kupiona przez Olgę Tokarczuk, Grzegorza Zygadło oraz właścicieli Pałacu w Sarnach za 500.000 zł. Właściciele nadali obiektowi nową nazwę: Villa Gutenberg